# Superman Was a Rocker
Superman Was a Rocker è il nono album in studio long playing di Robert Pollard, membro fondatore dei Guided by Voices; venne pubblicato nel 2008 negli Stati Uniti d'America sia in vinile che in CD dalla Happy Jack Rock Records. L'album nacque a seguito dell'idea di Pollard di sovraincidere la parte vocale sopra alcune registrazioni strumentali che aveva trovato nel suo archivio di nastri. Queste erano state realizzate con vari musicisti tra il 1980 e il 2007, inclusi ex membri dei Guided by Voices come Tobin Sprout, Doug Gillard ,Mitch Mitchell e Nate Farley. Rappresenta anche il primo LP pubblicato dall'etichetta Happy Jack Rock Records di Pollard.

## Tracce
Scritte da Robert Pollard, eccetto dove diversamente indicato.
Lato A
1. Another Man's Blood(Robert Pollard, Jim Pollard, Mitch Mitchell)
2. Go Down First
3. Back to the Farm (Robert Pollard, Kevin March)
4. Substitute Heaven (Robert Pollard, Mitch Mitchell)
5. Prince Alphabet

Lato B
1. You Drove the Snake Crazy
2. Surveillance
3. Fascination Attempt
4. Love Your Spaceman (Robert Pollard, Kevin March)
5. Jumping
6. St. Leroy
7. Peacock (Robert Pollard, Jim Pollard, Mitch Mitchell)
8. More Hot Dogs Please (Robert Pollard, Jim Pollard, Mitch Mitchell)